# Barry Cunliffe
Sir Barrington Windsor Cunliffe, cunoscut și drept Barry Cunliffe, (n. 10 decembrie 1939) este un arheolog și academician britanic.